# Везул
Везул (на френски: Vesoul) е град в Източна Франция, департамент От Сон на регион Бургундия-Франш Конте. Населението на града е 14866 души към 2020 г.

## Спорт
Представителният футболен отбор на града е на клуб с името ФК Везул.

## Известни личности
- Жан-Леон Жером (1824 – 1904)[3]
- Едуар Белин  (1876 – 1963)[4]
- Едуидж Фойлер  (1907 – 1998)[5]